# پایگاه هوایی فاسبرگ
پایگاه هوایی فاسبرگ (به آلمانی: Heeresflugplatz Faßberg) یک فرودگاه نظامی با کد یاتا FSB است که یک باند فرود آسفالت دارد و طول باند آن ۲۴۴۰ متر است. این فرودگاه در شهر نیدرزاکسن کشور آلمان قرار دارد و در ارتفاع ۷۵ متری از سطح دریا واقع شده است.